# Zona bioapicolă din Câmpia de Vest
Zona bioapicolă din Câmpia de Vest este caracterizată prin temperaturi medii de 10°C (primăvara 10°C, vara 20°C , toamna 11°C, iarna 0°C ). Precipitațiile sunt de 500 – 700 mm anual. 
Flora meliferă de bază o constituie masivele de salcâm, care asigură culesul principal urmat de culturile agricole de leguminoase, bostănoase, plante medicinale și aromatice). Caracterul intensiv al agriculturii din această zonă scoate în evidență importanță apiculturii în principal ca factor polenizator în realizarea de producții sporite la culturile agricole entomofile și secundare pentru producția de miere.